# العلاقات التشيكية البوتسوانية
العلاقات التشيكية البوتسوانية هي العلاقات الثنائية التي تجمع بين التشيك وبوتسوانا.

## مقارنة بين البلدين
هذه مقارنة عامة ومرجعية للدولتين:
| وجه المقارنة                                              | التشيك                                                                            | بوتسوانا                       |
| --------------------------------------------------------- | --------------------------------------------------------------------------------- | ------------------------------ |
| المساحة (كم2)                                             | 78.87 ألف                                                                         | 581.74 ألف                     |
| عدد السكان (نسمة)                                         | 10.52 مليون                                                                       | 2.29 مليون                     |
| الكثافة السكانية (ن./كم²)                                 | 133.38                                                                            | 3.94                           |
| العاصمة                                                   | براغ                                                                              | غابورون                        |
| اللغة الرسمية                                             | اللغة التشيكية                                                                    | لغة إنجليزية                   |
| العملة                                                    | كرونة تشيكية، كرونة تشيكوسلوفاكية                                                 | بولا بوتسواني                  |
| الناتج المحلي الإجمالي (بليون دولار)                      | 215.73 مليار                                                                      | 17.41 مليار                    |
| الناتج المحلي الإجمالي (تعادل القوة الشرائية) بليون دولار | 356.15 مليار                                                                      | 35.84 مليار                    |
| الناتج المحلي الإجمالي الاسمي للفرد دولار أمريكي          | 17.55 ألف                                                                         | 6.36 ألف                       |
| الناتج المحلي الإجمالي للفرد دولار أمريكي                 | 31.19 ألف                                                                         | 16.10 ألف                      |
| مؤشر التنمية البشرية                                      | 0.878                                                                             | 0.698                          |
| رمز المكالمات الدولي                                      | +420                                                                              | +267                           |
| رمز الإنترنت                                              | .cz                                                                               | .bw                            |
| المنطقة الزمنية                                           | ت ع م+01:00، ت ع م+02:00، توقيت وسط أوروبا، توقيت وسط أوروبا الصيفي، أوروبا/براغ ‏ | ت ع م+02:00، توقيت وسط إفريقيا |

## منظمات دولية مشتركة
يشترك البلدان في عضوية مجموعة من المنظمات الدولية، منها:
| علم المنظمة | اسم المنظمة                               | تاريخ انضمام التشيك | تاريخ انضمام بوتسوانا |
| ----------- | ----------------------------------------- | ------------------- | --------------------- |
|             | مؤسسة التنمية الدولية                     | 1993                | 24 يوليو 1968         |
|             | يونسكو                                    | 22 فبراير 1993      | 16 يناير 1980         |
|             | مؤسسة التمويل الدولية                     | 1993                | 23 مارس 1979          |
|             | منظمة حظر الأسلحة الكيميائية              | ?                   | ?                     |
|             | الأمم المتحدة                             | 19 يناير 1993       | 17 أكتوبر 1966        |
|             | الاتحاد الدولي للاتصالات                  | 1993                | 2 أبريل 1968          |
|             | منظمة الشرطة الجنائية الدولية             | ?                   | ?                     |
|             | البنك الدولي للإنشاء والتعمير             | 1993                | 24 يوليو 1968         |
|             | الاتحاد البريدي العالمي                   | ?                   | ?                     |
|             | المركز الدولي لتسوية المنازعات الاستشارية | 22 أبريل 1993       | 14 فبراير 1970        |
|             | وكالة ضمان الاستثمار متعدد الأطراف        | 1993                | 15 مايو 1990          |
|             | منظمة التجارة العالمية                    | ?                   | ?                     |

## وصلات خارجية
- موقع وزارة الخارجية التشيكية
- موقع وزارة الخارجية البوتسوانية